# Monopyle mexiae
Monopyle mexiae är en tvåhjärtbladig växtart som beskrevs av Conrad Vernon Morton. Monopyle mexiae ingår i släktet Monopyle och familjen Gesneriaceae. Inga underarter finns listade i Catalogue of Life.